# Фуюко Мацуї
Фуюко Мацуї (яп. 松井冬子, Matsui Fuyuko, народилася 20 січня 1974 року) — сучасна японська художниця, яка спеціалізується на живописі "Nihonga". Вона відома своєю серією картин "New Kusozu" (живопис дев'яти етапів розкладання трупа) та "Yureiga" (картини привидів). Мацуї створювала свої роботи на основі результатів власного психоаналізу, надаючи велику вагу своїм почуттям та інтересам до насильства, переживання втрати, репресій, стресу та травми.
Завдяки процесу самодослідження вона виявила, що теми її творів є універсальними для всіх живих істот — життя та смерть, секс, самолюбство, самокалічення, особисте "я" та інші, цей світ та наступний, бажання та пристрасті.

## Біографія
Її роботи часто зʼявлялися на виставках різних міст Японії, її показували на телебаченні та в журналах. Мацуї була одним із представлених художників на виставці "Annual 2006" у Музеї сучасного мистецтва в Токіо та на виставці "Nihonga Painting: Six Provocative Artists" (Шість провокативних художників) Музею мистецтв Йокогами в серпні 2006 року.
З кінця 2011 до початку 2012 року її роботи вперше були представлені у великому публічному музеї. Виставка під назвою "Becoming Friends with All the Children in the World" (Стати друзями з усіма дітьми світу) відбулася в Музеї мистецтва Йокогами та включала мистецтво за всю її кар’єру, у тому числі нові роботи.
Попри їх часто шокуючі аспекти, її роботи є частиною традиційного японського мистецтва, що сягає глибини століть. Наприклад, її картина "Insane Woman under the Cherry Tree" (Божевільна жінка під вишневим деревом) 2006 року була надихнута ”Ogress under Willow Tree" (Огресом під вербою), картиною Сога Сьохаку (1730–1781), художника-іконоборця періоду Едо, на якого вплинуло мистецтво художника Сога Джасоку (пом. 1483) епохи Муроматі.
Частково її інтерес до минулого випливає з її походження. Вона виросла в Морі, префектура Сідзуока, у будинку, який належав її родині протягом 14 поколінь.
Коли в березні 2011 року стався Великий землетрус у Східній Японії, Мацуї була у своїй майстерні, працюючи над картиною.
”Коли стався землетрус, я була у своїй студії малювання, і панель впала та вдарила мене”, — розповіла вона CNN. ”Я швидко втекла на вулицю, але була настільки вражена тим, що сталося в районі Тохоку, що не могла малювати протягом двох місяців після того. Я перестала готуватися до виставки в Йокогамі”
У 2015 році Мацуї був обрана членом комітету з питань емблеми Олімпіади-2020 у Токіо. 

## Освіта
У 1994 році Мацуї здобула ступінь бакалавра образотворчого мистецтва (BFA) у галузі живопису в молодшому коледжі мистецтва та дизайну Joshibi. У 2002 та 2004 роках вона здобула ступінь бакалавра та магістра образотворчого мистецтва з японського живопису в Токійському університеті мистецтв. Пізніше у 2007 році Мацуї здобула ступінь доктора філософії (PhD) з японського живопису за допомогою докторської дисертації "The Inescapable Awakening to Pain, Through Visual Perception via the Sensory Nerves" (Неминуче пробудження до болю через візуальне сприйняття сенсорними нервами).

## Роботи
Мацуї демонструє свою віддану майстерність у своїх японських картинах. Спочатку вона навчалася живопису в західному стилі, але пізніше протягом навчання японському живопису вона використовує навички живопису в західному стилі у своїх традиційних роботах із шовком і японськими пігментами.
Одного разу Мацуї сказала, що малюватиме лише жінок, оскільки сама, як жінка, вона може розуміти тільки жіночі почуття. Серія її картин "Новий Кусозу" була надихнута традиційним жанром живопису кусозу, але також відверто базувалася на реальності буття людиною та жінкою в сучасному світі, виходячи за межі простої адаптації класичної теми та справді реалізуючи сучасне кусозу. Її позиція бути максимально вірною власній реальності надає її роботам актуальності та сили. 

## Виставки
Фуюко Мацуї провела свою першу персональну виставку під назвою "L'espoir Fuyuko Matsui Exhibition" у 2004 році в художній галереї Ginza Surugadai в Токіо.
У 2011 році вона провела виставку "Fuyuko Matsui: Becoming Friends with All the Children in the World" в Йокогамському музеї мистецтва, Канагава, Японія. Серед інших виставок: Музей Хірано, Сідзуока (2008) і Galerie DA-END в Парижі (2010).
У 2006 році вона мала чотири групові виставки в Музеї сучасного мистецтва в Токіо, Музеї мистецтв Йокогами в Канагаві, Токійському університеті мистецтв і музики та Музеї мистецтв Сато в Токіо. У 2009 році її роботи були представлені на груповій виставці "Медицина та мистецтво" в Музеї мистецтв Морі в Токіо. У 2010 році вона брала участь у груповій виставці "Koizumi Yakumo — The Secret of Lafcadio Hearn" в Музеї сучасного мистецтва в Кумамото.
У 2012 році її роботи увійшли до групової виставки "Phantoms of Asia" в Музеї азіатського мистецтва Сан-Франциско.

## Книги
- Bessatsu Taiyō, Matsui Fuyuko: Geijutsu Wa Kakusei Wo Yōkyū Suru. Видавництво: Heibonsha. 2021 рік
- Локон волосся. Видавець: Matsuifuyuko Inc. 2019
- Каталог художнього музею Йокогами: Фуюко Мацуї – Becoming Friends with All the Children in the World, під редакцією Кенічі Каваї, Марімо Хісакі, Сае Яцунагі, Кіоко Сакамото. Токіо: Editions Treville. 2011 рік
- Мацуї Фуюко I й II. Видавництво: Edition Treville. 2008 рік